# Kenny Aronoff
Kenny Aronoff (Albany, 7 marzo 1953) è un batterista statunitense noto per aver militato nella band Lynyrd Skynyrd, e come collaboratore di Joe Satriani.

## Biografia
Aronoff è nato in una famiglia ebrea ed è cresciuto a Stockbridge, nel Massachusetts. Ha sviluppato un interesse per la musica in tenera età e ha gravitato intorno alla batteria poiché "suonare la batteria era energia al cento per cento". Ha studiato musica classica al college sia all'Università del Massachusetts che all'Università dell'Indiana, dove si è laureato nel 1976. [1] Molte orchestre classiche gli offrirono un posto come percussionista timpanista, che rifiutò per studiare jazz e fusion, prima di unirsi ad alcune band dell'Indiana.
Ha preso di lezioni di batteria da Alan Dawson, un insegnante del Berklee College of Music.
È stato anche Professore Associato di Percussioni presso l'Università dell'Indiana dal 1993 al 1997. Ogni anno, la borsa di studio Aronoff Percussion viene assegnata a uno studente di percussioni dell'Università dell'Indiana.
Kenny Aronoff è stato uno dei membri inaugurali della prima giuria annuale dell'IMA degli Independent Music Awards del 2001 a sostegno degli artisti indipendenti. Si è esibito al Kennedy Center Honors dal 2008 al 2014. Il 26 gennaio 2014, Aronoff si è esibito alla 56ª edizione dei Grammy Awards con Ringo Starr.
Aronoff si è unito a Paul McCartney e Ringo Starr nello speciale della CBS The Night That Changed America: A Grammy Salute to the Beatles, andato in onda il 9 febbraio 2014.

## Equipaggiamento
Aronoff è stato endorser per diverse società di attrezzature musicali tra cui Tama Drums, Yamaha, Vic Firth, D'Addario, Meinl Percussion, Shure e Zildjian.

## Discografia

### Solista
- 2023 - I Don't Think She Knows

### Con Joe Satriani
- 2020 – Shapeshifting
- 2022 – The Elephants of Mars

### Lynyrd Skynyrd
- 1999 – Edge of Forever

### Jefferson Airplane
- 1989 – Jefferson Airplane